# Luzanivka, Kameanka
Luzanivka (în ucraineană Лузанівка) este o comună în raionul Kameanka, regiunea Cerkasî, Ucraina, formată numai din satul de reședință.

## Demografie
Componența lingvistică a comunei Luzanivka
     Ucraineană (96,72%)
     Rusă (2,85%)
     Alte limbi (0,32%)
Conform recensământului din 2001, majoritatea populației comunei Luzanivka era vorbitoare de ucraineană (96,72%), existând în minoritate și vorbitori de rusă (2,85%).

## Legături externe
- pl Łozanówka în Dicționarul geografic al Regatului Poloniei și al altor țări slave, volum V (Kutowa Wola — Malczyce) anul 1884

- pl Łozanówka în Dicționarul geografic al Regatului Poloniei și al altor țări slave, volum XV, p. 2 (Januszpol — Wola Justowska)1902